# Giacomo Orsini
Giacomo Orsini (Roma, 1340 circa – Vicovaro, 13 agosto 1379) è stato un cardinale italiano.

## Biografia
Nacque a Roma intorno al 1340.
Papa Gregorio XI lo elevò al rango di cardinale nel concistoro del 30 maggio 1371.
Morì il 13 agosto 1379 a Vicovaro.